# Nycticorax
Nycticorax là một chi chim trong họ Diệc.
Các loài vạc trong chi này làm tổ thành đàn trên bệ que cây trong một nhóm cây hoặc trên mặt đất ở những vị trí được bảo vệ như đảo hoặc luống lau sậy. Mỗi tổ có từ 3 đến 8 quả trứng.
Chúng đứng ở mép nước và chờ đợi để phục kích con mồi, chủ yếu vào ban đêm. Chúng chủ yếu ăn cá nhỏ, động vật giáp xác, ếch nhái, côn trùng sống dưới nước và động vật có vú nhỏ. Ban ngày chúng nghỉ ngơi trên cây hoặc bụi rậm.

## Các loài
- Nycticorax nycticorax
- Nycticorax caledonicus
  - Nycticorax caledonicus crassirostris (tuyệt chủng, 1890)
- Nycticorax olsoni (tuyệt chủng)
- Nycticorax duboisi (tuyệt chủng)
- Nycticorax mauritianus (tuyệt chủng)
- Nycticorax megacephalus (tuyệt chủng)
- Nycticorax kalavikai (tiền sử)